# Compromesso d'amore
Compromesso d'amore è un film del 1994 diretto da Santiago San Miguel, regista, sceneggiatore e produttore spagnolo, con Ornella Muti, Stefania Sandrelli, Karra Elejalde, Laura del Sol ed Héctor Alterio. È conosciuto anche col titolo di Benvenuta Tatiana.

## Trama
Tatiana è un'interprete russa. Per lavoro conosce Gianni, imprenditore alimentare giunto in Russia per creare delle nuove filiali per la sua azienda. I due si innamorano e Tatiana si trasferisce con lui in Spagna, dove crede di poter trovare maggiore libertà e benessere.